# Mjöhult
Mjöhult is een plaats in de gemeente Höganäs in Skåne, de zuidelijkste provincie van Zweden. De plaats heeft een inwoneraantal van 264 (2005) en een oppervlakte van 36 hectare.
Höganäs · Viken · Jonstorp · Mölle · Arild · Mjöhult · Ingelsträde